# 古谷徹
古谷徹（日语：／ Furuya Tōru，1953年7月31日—），日本男性配音員、演員、旁白。出身於神奈川縣橫濱市磯子區。青二Production所屬。關東學院六浦高等學校、明治學院大學經濟學院商學系畢業。別名蒼月 昇（そうげつ のぼる）（後述）。妻子是前配音員間里美。前妻是現役配音員小山茉美。身高162cm。A型血。
代表作有《巨人之星》（星飛雄馬）、《機動戰士鋼彈》（阿姆羅·雷）、《七龍珠》（飲茶）、《聖鬥士星矢》（天馬座 星矢）、《美少女戰士》（地場衛／禮服蒙面俠）、《機動戰士鋼彈00》（里朋斯·阿爾馬克、旁白）、《名偵探柯南》（安室透）、《ONE PIECE》（薩波）、《橙路》（春日恭介）等。
1986年起擔任汽車情報節目《Car Graphic TV》的第二任主述旁白，並於2016年4月至2022年3月擔任新聞節目《今日焦點+》的節目主述旁白。

## 經歷
古谷徹在幼年時期加入向日葵劇團，以童星身分活動。5歲時受到母親夢想其成為播音員和歌手的寄託，加入了兒童劇團。
10歲時在中首次配音演出。1966年，首次參演電視動畫《海賊王子》，為主角基德配音。1968年，當時就讀國中古谷徹主演動畫《巨人之星》的星飛雄馬。
擔任演員的部分，他在1967年於加山雄三主演的電影《去向何方續集》等電影及電視劇《超異象之謎》、《熔岩大使》當中演出。
在《巨人之星》的播放結束後，為了學業需求暫且休業。直到大學的時候才決定在配音員的道路上發展，加入了俳協。1975年播出的《鋼鐵吉克》是古谷徹重返配音界後的首部演出作品。
1979年古谷徹演出《機動戰士鋼彈》的阿姆羅·雷，當初的各種名台詞現在仍然是愛好者間的話題，古谷徹清澈的音色也在廣泛的觀眾層當中享有高度的人氣。古谷徹其他的代表作還有《聖鬥士星矢》當中的天馬座 星矢，《七龍珠》當中的飲茶等。
2007年10月15日，他在中国北京出席个人首次聲優見面會。
在聲優Award中，他在2008年獲得第2屆富山敬獎，然後2010年獲得第4屆synergy獎，接著2019年獲得第13屆助演男優獎。

## 爭議
2024年5月22日，《周刊文春》报道了其與一名37歲的女性粉絲間4年半的外遇行為，2021年女粉丝怀孕后让其堕胎并对其施以暴力行为，古谷徹之后在社交平台X（原Twitter）上公开承认并道歉。受此事件影響，青二Production於同年6月22日宣布古谷徹將不再擔任《名偵探柯南》安室透及《ONE PIECE》薩波的配音。

## 人物

### 特色
音域：男高音
2008年以自身名義發行首張專輯迷你專輯《HEROES ～to my treasure～》。

## 逸事
在官網的簡介中，出生日期曾經被寫為「19XX/07/31」，出生年份被本人拒絕，因此現在是寫「1953/07/31」。
《聖鬥士星矢》的天馬座 星矢是在他演過的角色中，熱血英雄的巔峰作。從他的年齡來看，他說「這可能是我最後的英雄了」。
關於《巨人之星》，他原本是漫畫原作的忠實粉絲。決定要製作成動畫時，他驚訝的說自己沒想到該作品的主角星飛雄馬將由他飾演，對本人而言，在三年半的時間裡持續看著星飛雄馬的成長故事是非常有教育意義的。
《巨人之星》放送終了後，由於本人無法接受自己是一個藝人，其學業會被忽視，因此高中和大學時期，他停止了所有的演藝活動，但在大學畢業之後，於《鋼鐵吉克》飾演主角司馬宙時重返演藝界。
在《鋼鐵吉格》之後開始演熱血英雄的角色，但他認為每說一句台詞就變成了星飛雄馬，因此陷入了自我厭惡。25歲那年，他與《機動戰士鋼彈》主角阿姆羅·雷相逢。一方面因為與當時的兒童動畫需要反複播放不一樣，《鋼彈》需要真實的演技，如第一聲台詞「Haro今天很好」是用他放鬆肩膀說話的正常聲音播放的。當他第一次配音的時候，他覺得自己「從星飛雄馬中解放了」，當動畫放送的反應熱烈時，他說他有信心作為一名專業的配音員能做到這一點。
在接受各種媒體採訪時，他回答，迄今最喜歡的角色是《橙路》的春日恭介。相反的，本人最討厭的角色是《銀河英雄傳說》安德魯·霍克准將。而最接近自己的角色是《七龍珠》系列中的飲茶。
關於電視動畫《美少女戰士》系列中的地場衛／禮服蒙面俠，飾演該角色的古谷徹形容這是一個史無前例的角色，對他而言到目前為止出現的主角，無論是星飛雄馬還是星矢，都是從底層爬上來的類型。而且，無論是配角或者勁敵，以及偶爾出現和只有一兩句台詞的小角色都很受歡迎，這就是為什麼古谷徹會盡全力的演出。在錄音的時候他相當的投入，如第10話和《美少
女戰士R》的角色「月影騎士」都留下了俳句（川柳）和其他劇本中沒有的即興演出。
一方面，古谷徹的長女於他演《美少女戰士》系列的地場衛時期誕生。為了慶祝他成家立業，在電視動畫版第53話中，編了地場衛和主角月野兔一個關於臨時照顧嬰兒和為育兒而奮鬥的原創動畫故事（當時的電視動畫是根據漫畫原作改編的。為了避免追上原作進度，將「魔界樹篇」當作動畫原創故事展開）。
老家是開豆腐店。當他被問到「你父親的家族生意是什麼？」時，勝田久說他的回答很誠實及清晰很有吸引力，因為他回答只說一句「豆腐店！」。現在，本人說豆腐是他現在最喜歡的食物，但是以前不喜歡豆腐的原因是沒有味道、也不耐嚼。直到30歲的時候才開始喜歡豆腐的味道，說出「很好吃」，由於父母早已關門營業的緣故而感到遺憾。
他於2009年1月27日去世的消息在CyBazzi的電子郵件雜誌中流出，一時間在網路上引起軒然大波。同年1月29日其官網更新期間，本人澄清去世的是他的媽媽（享壽81歲），事態就此平息。
喜歡看NHK。特別喜歡戰國時代的東西。他說如果可能的話，很想嘗試當大河劇的口述旁白。
在特攝影集《UFO大戰爭 戰鬥吧！紅老虎》中，主角紅老虎的聲音本來當初由他擔任，但在第4話以其聲音太年輕及與形像不符為理由被降板。
在2007年發行的超級戰隊菲戲院上映作品《轟轟戰隊冒險者VS超級戰隊》中，他為紀念超級戰隊第30部作品而創作的角色「赤紅」配音。此外，4年後，在2011年播出的《海賊戰隊豪快者》中，他也在放送前的廣告旁白和第二話出現的神秘紅衣戰士（後來證明是赤紅）等超級戰隊系列的里程碑作品中演出。
在《名偵探柯南》中，安室透這個角色的名字是以古谷徹以前演的阿姆羅·雷所命名。因為古谷徹是柯南的忠實粉絲，所以在柯南劇場版第20部《純黑的惡夢》與飾演赤井秀一的池田秀一的公開的採訪中對於自己的名字被原作者青山剛昌用進作品而感到高興。
2016年3月，他在以色列普珥節的角色扮演活動中作為嘉賓出席。

### 與其他配音員的關係
年輕時，對於神谷明像他一樣掌管了許多炙手可熱的英雄，在他自傳中透露自己有一種競爭意識。一方面，與古谷徹多次共同演出的同事中，男性有古川登志夫、鈴置洋孝、堀川亮。女性有小山茉美、潘惠子、鶴弘美、渡邊菜生子。尤其是鶴弘美，在戀人、感情、單戀等與浪漫相關的角色之間有多次合作。
本人以「彼此的聲音可能很匹配」的觀點，回應他經常與鶴弘美一起合作的事實。他還說這樣工作起來很容易（來自《橙路》的配音員對談）。在《七龍珠》中，古谷徹＝飲茶和鶴弘美＝作為戀人共同演出，但隨著故事的發展，布瑪最後嫁給了貝吉塔。古谷徹在《週刊少年Jump》的派對上向作者鳥山明提出抗議，鳥山明告訴他「因為飲茶會容易變心，所以沒辦法！」。
私生活方面，1976年與小山茉美結婚，1983年離婚（卻還是維持友好關係）。1985年，與間里美再婚，目前，他是與真島唯一的女兒的父親。
與古川登志夫兩人因為住所很近，所以有不錯的交情。還有與鈴置洋孝也是交情不錯的朋友。除此之外，他的交友關係很廣。與古谷徹的年齡相近的水島裕，是一個彼此用「徹」和「裕」稱呼的朋友（實際上，古谷徹比水島裕大兩歲）。當水島裕擔心在《聖鬥士星矢》中扮演希德和巴德這兩個角色時，他鼓勵水島裕說「你可以做到」。另外，在功夫片的日語配音方面，古谷徹也曾一段時間負責過元彪的日語配音，所以他經常與擔任洪金寶的日語配音的水島裕合作。

### 嗜好、與配音界以外的交友關係
古谷徹從20多歲開始就對汽車有相當的愛好，自1986年起擔任汽車情報節目《Car Graphic TV》的節目主述旁白至今已經超過20年。他拿到駕照後的第一輛車是父親的Skyline 1500DX。現在愛車為BMW525i雙凸輪軸。他同時也是電腦的強者，家中的網頁維護與個人開發的資料庫等等也是一手包辦，在線上遊戲《鋼彈Online：一年戰爭篇》慕亞伺服器聯邦軍陣營擁有一個角色（於第六輪開始時引退）。
德永英明的狂熱粉絲，當他得知德永將負責古谷徹主演的《勇者鬥惡龍》（飾演阿貝爾）中的片尾主題曲時，他非常的感動。在音樂節目《夜晚的HIT STUDIO SUPER》中，德永在該節目中出現時，古谷徹也出現了，所以兩人也如期同台演出。

## 古谷徹與鋼彈
- 在GUNDAM NETWORK OPERATION推出當時曾經加入吉翁軍陣營，後來被聯邦玩家以及NPC的自己（阿姆羅）碾到惱羞而轉回聯邦軍（發表於日版GUNDAM ACE人物小雜談）並自嘲說「這大概是我在某公開場合應觀眾要求喊出SIEG ZEON的報應吧（笑）」
- 古谷徹以前曾經說過「GUNDAM系列只願配阿姆羅·雷的聲音」[24]，但自從池田秀一去配GUNDAM SEED DESTINY的杜蘭朵議長之後有所動搖，後來被GUNDAM00監督水島精二邀請擔任旁白，由於旁白不算角色，古谷便答應以自己的名義演出，但中途在導演的懇求外加技癢決定演出正式角色，但因不能違背自己曾公開說過的大話而化名蒼月昇並以「新人聲優」的名義來替GUNDAM00的里朋斯·阿爾馬克配音。古谷為了隱瞞自己的身分而天天帶著大太陽眼鏡遮大半臉進錄音室保持低調，且從不拿下眼鏡來示眾，就連雜誌媒體參加活動受訪問時也一樣。所以製作期間配音班底只是覺得這個新人「音質跟古谷徹非常像」罷了。一直到兩期正式播放完畢在G-Fes2009的鋼彈00活動的最後才公開真實身分震撼了全體聲優班底與大眾。
- 其蒼月的名稱來自於古谷在GUNDAM NETWORK OPERATION線上遊戲所屬的小隊名稱，分別為「久遠的蒼月」，「久遠蒼月隊」以及『UniversalCentury.net GUNDAM ONLINE』的「BlueMoon」隊。

## 其他小記事
- 在2005年M.O.E製作動畫《極限女孩》當中演出UFO男一角有許多黃色笑話與黃色的表演，令古谷徹長年愛好者多感到不可思議。不過對於聽過他所主持的廣播節目的聽眾群則多認為這是表演能力的一部份，沒什麼值得奇怪的。
- 在得知曾經與他同台演出，阿姆羅的香港配音員林保全的離世消息後，古谷徹在其Twitter發表悼詞[25]。

## 繼任
- 入野自由：《ONE PIECE》薩波（第1116話）[26]
- 鈴木崚汰：《七龍珠大魔》飲茶[27]
- 草尾毅：《名偵探柯南》安室透（第1150話）[28]

## 演出
粗體字表示主要角色。

### 電視動畫
1966年
- 海賊王子（日语：海賊王子）（基德[29]）

1968年
- 巨人之星（1968年—1979年，星飛雄馬[30][31][32]、星一徹〈少年時期〉（日语：星一徹））3系列

1969年
- 巨人之星對原子小金剛（日语：巨人の星対鉄腕アトム）（星飛雄馬）

1970年
- 排球甜心（強尼）

1974年
- 魔投手（大砲千作）
- 柔道讚歌（日语：柔道讃歌）
- 根性青蛙

1975年
- 萬里尋父（日语：アンデス少年ペペロの冒険）（魯邦）
- 鋼鐵吉克（1975年—1976年，司馬宙[17]）

1976年
- 無敵太空船（海阪讓、旁白）
- 太空五小義 哥頓（森夫／King）
- 時間飛船（月亮王子）
- 尋母三千里（曼紐爾）

1977年
- 浣熊拉斯卡爾（湯姆·舒曼）
- 咪咪流浪記（鮑伯）
- 棒球少年貫太（日语：一発貫太くん）（晃、泰久）
- 好小子（日语：おれは鉄兵）（義行）
- 無敵巴拉達（加藤純）
- 萬能賽車飛龍號（日语：とびだせ!マシーン飛竜）（風間力〈第2代〉）
- 冰河戰士（式健）
- 保羅歷險記（卡爾）
- 漫畫日本繪卷（日语：まんが日本絵巻）（中川寒之助）
- 野球狂之詩（日语：野球狂の詩）（山井英司）
- 小雙俠 (1977年版)（西蒙王子、王子、阿尼）
- UFO機器人古連泰沙（凱恩指揮官）

1978年
- 一球先生（日语：一球さん）（司幸司）
- 淘氣小仙女（明）
- 銀河鐵道999（澤達）

1979年
- 動畫紀行 馬可波羅的冒険（日语：アニメーション紀行 マルコ・ポーロの冒険）（西格南）
- 宇宙空母藍諾亞（日语：宇宙空母ブルーノア）（1979年—1980年，日下真[33]、島貫文藏）
- 宇宙戰艦大和號 新的旅程（德川太助（日语：徳川太助）[34]）
- 機動戰士鋼彈（1979年—1980年，阿姆羅·雷[35]）
- 人造人009 (1979年版)（奧斯卡、少年A）
- Z超人（日语：ゼンダマン）（吉米、長助）
- 黑豹傳奇（岡本龍馬）
- 哆啦A夢 (大山羨代版)（年輕人）
- 日本名作童話系列 赤鳥之心（日语：日本名作童話シリーズ 赤い鳥のこころ）（嘉吉）

1980年
- 宇宙戰艦大和號III（1980年—1981年，德川太助）
- 加油元氣（日语：がんばれ元気）（火山尊）
- 海中雪傳說（日语：マリンスノーの伝説）（海野廣）
- 大白鯨（波波洛）
- 靈犬雪麗（讓）
- 梅特林克的青鳥 Tyltyl與Mytyl的冒險之旅（日语：メーテルリンクの青い鳥 チルチルミチルの冒険旅行）（Tyltyl）

1981年
- 明日之丈2
- 新竹取物語 千年女王（夜森大介）
- 家族魯賓遜漂流記 不可思議之島的芙蘿拉（法蘭茲·魯賓遜[36]）
- 我們是漫畫家 常盤莊物語（日语：ぼくらマンガ家 トキワ荘物語）（長谷邦夫）
- 漫畫水戶黃門（日语：まんが日本史 (日本テレビ)）（白覆面）

1982年
- 仙女座物語（日语：アンドロメダ・ストーリーズ）（吉姆薩）
- 阿波羅之女（納基索斯、基庫諾斯、格勞克斯）
- 雷鳥2086（約翰[37]）
- 衝鋒勝平（日语：ダッシュ勝平）（沖田）
- 帕塔里洛（日语：パタリロ!）（1982年—1983年，羅比 等）
- 魔法公主 明琪桃子（日语：魔法のプリンセス ミンキーモモ）（約翰、亞隆）
- 我的青春的阿卡迪亞 無限軌道SSX（日语：わが青春のアルカディア 無限軌道SSX）（1982年—1983年，菲達·佐恩）

1983年
- 亞空大作戰斯蘭格爾（傑特）
- 大口妹（日语：あさりちゃん）（隨從）
- 停止!! 雲雀（1983年—1984年，坂本耕作）
- 最後的冠軍（日语：ナイン (漫画)）（新見克也）
- 奈奈子SOS（日语：ななこSOS）（飯田橋博士）
- 特裝機兵多爾巴克（1983年—1984年，無限真人[38]）
- 無敵三四郎（1983年—1984年，成田陵）
- 魔法天使奶油麻美（伊木貴宏）
- 漫畫日本史（日语：まんが日本史 (日本テレビ)）（中大兄皇子、源義經、天草四郎）

1984年
- 宗谷物語（日语：宗谷物語）（黑田）
- 雷射戰士雷薩里昂（1984年—1985年，香取敬）
- 雙子鷹（日语：ふたり鷹）（1984年—1985年，渡鷹）
- 牧場上的少女卡特莉（馬蒂·哈爾馬[39]）
- 魔法妖精貝露莎（年輕時的室井剛健）

1985年
- 福星小子 (1981年版)（小俊、御庭番真吾）
- 機動戰士Z鋼彈（阿姆羅·雷）
- 鬼太郎 (第3作)（1985年—1986年，吉永、晃、皿小僧）
- 莎拉公主（吉姆）
- 怪博士與機器娃娃（西條）
- 俏皮小百寶（立花禮之進）
- 請多指教跑車郎中（日语：よろしくメカドック）（村木健五）

1986年
- 聖鬥士星矢（1986年—1989年，天馬座 星矢[40]）
- 一氣人（日语：剛Q超児イッキマン）（孫天空）
- 各位同學！心緣的圍巾（日语：生徒諸君!#テレビアニメ）（岩崎祝）
- 七龍珠（1986年—1989年，飲茶）
- 高校！奇面組（日语：ハイスクール!奇面組）（春曲鈍）

1987年
- 超能力魔美（無木力）
- 橙路（1987年—1988年，春日恭介[41]）
- 新楓葉鎮物語（艾略特）
- 聖艾爾摩之火的來訪者（有紀一星）

1988年
- 極速悍將（日语：F (漫画)）（岸田秀雄）
- 之後頓珍漢（日语：ついでにとんちんかん）（頓吉）

1989年
- 搞怪刑事（日语：がきデカ）（西城義雄）
- 勇者鬥惡龍（阿貝爾）
- 七龍珠Z（1989年—1996年，飲茶、栽培人[42]）

1990年
- 功夫貓黨（ポチ·ピューマ）
- 麵包超人（巧克力人〈初代〉）

1991年
- 21衛門（萬德奈克公爵）

1992年
- 妙廚老爹（根子田敏夫）
- 美少女戰士（1992年—1997年，地場衛／禮服蒙面俠／安迪美奧王子）5系列

1993年
- GS美神（金成木英理人）

1994年
- 橘子醬男孩（名村慎一）

1997年
- 鬼太郎 (第4作)（滾槌（日语：土転び））
- 七龍珠GT（帕克）1系列 + 特別篇

1998年
- 怪博士與機器娃娃 (1997年版)（1998年—1999年，酸梅超人[43]）
- 炸彈人 彈珠人爆外傳（貝雷寶〈泰山寶〉）

1999年
- 亞歷山大戰記（腓力）
- 神風怪盜貞德（三枝、東大寺昴）
- The Big O（波尼·弗雷澤）
- 麻辣教師GTO（勅使川原優[44]、白井木馬）
- 週刊故事樂園（日语：週刊ストーリーランド）（田中一郎）
- 炸彈人 彈珠人爆外傳V（泰山寶）
- 名偵探柯南（1999年—，秋本廣志、安室透〈降谷零〉／波本）

2000年
- The AURORA 海上極光（日语：The AURORA 海のオーロラ）（息吹廣）
- 時間飛船2000 怪盗閃亮超人（日语：タイムボカン2000 怪盗きらめきマン）
- ONE PIECE（2000年—，達狄·馬斯達森、薩波[45]）

2001年
- 妙妙魔法屋（羅德里格斯）

2003年
- 偵探學園Q（篠田等）
- 京極夏彥 巷說百物語（吉兵衛）
- 坦克王（マチェット）

2005年
- 極限女孩（UFO人）
- 鬥牌傳說赤木 ～降臨黑暗的天才～（旁白）
- 怪醫黑傑克（大江戶大吾博士）

2006年
- 天使心（夏目芳樹）

2007年
- 機動戰士鋼彈00（旁白[46]、里朋斯·阿爾馬克[注 3]）
- 金田一少年之事件簿SP（霧生銳治）

2008年
- 再造人卡辛 Sins（日语：キャシャーン Sins）（卡辛[47]
- Keroro軍曹（代理旁白）
- 波菲的漫長旅程（傑克·巴巴札）
- 魍魉之匣（神秘男子／久保竣公）
- 世界毀滅 ～毀滅世界的六人～（托比·托普蘭）

2009年
- 空中鞦韆（津田英雄）
- 七龍珠改（2009年—2015年，飲茶）2系列

2010年
- 犬夜叉 完結篇（四魂之玉）
- 戰國BASARA貳（小山田信茂[48]）
- BLEACH（朱蓮）
- 少年犯之七人（田中）

2011年
- UN-GO（島田爾朗）
- 銀魂（江蓮／週一打工的伊麗莎白）
- SKET DANCE（檜原圓太）
- 神奇寶貝超級願望（主亞堤）

2012年
- 聖鬥士星矢Ω（星矢、旁白[注 4]）

2014年
- 鋼彈桑（旁白[49]）

2015年
- 純情羅曼史3（桐嶋禪）[注 3]
- 七龍珠超（2015年—2017年，飲茶）
- ONE PIECE 薩波特別篇 ～3兄弟的羈絆 奇跡的再會和被繼承的意志～（薩波）

2017年
- 精靈寶可夢 太陽&月亮（奧魯奧魯）

2018年
- 刃牙（旁白[50]）

2019年
- 銀河英雄傳說 Die Neue These 星亂（菲列格爾男爵）
- 鬼太郎 (第6作)（2019年—2020年，鬼童·伊吹丸[51]）

2020年
- D4DJ First Mix（2020年—2021年，小舟柳人[52]）

2021年
- 特斯拉筆記（Mr.D）
- 名偵探柯南 警察學校篇 Wild Police Story（降谷零[53]）

2022年
- 名偵探柯南 零的日常（安室透[54][55]）
- 小鳥之翼（2022年—2023年，亞室麗矢[56][57]）2系列[注 5]
- 名偵探柯南 犯人·犯澤先生（安室透）

2023年
- 麵包超人（ポエムさん[58]）

2024年
- 為了在異世界也能撫摸毛茸茸而努力。（迪爾[59]）
- 極速星舞（旁白[60]）

2025年
- 機動戰士Gundam GQuuuuuuX（恩底彌翁單元）[61][62]

### 電影動畫
1969年
- 劇場版 巨人之星（星飛雄馬[63]）
- 巨人之星：去吧去吧飛雄馬（星飛雄馬[64]）

1970年
- 排球甜心：涙水的世界選手權（強尼）
- 巨人之星：大聯盟球（星飛雄馬[65]）
- 巨人之星：宿命的對決（星飛雄馬[66]）

1977年
- 劇場版 新·巨人之星（星飛雄馬）
- 世界名作童話 白鳥的王子（日语：世界名作童話 白鳥の王子）（6位王子）

1978年
- 劇場版 新·巨人之星（星飛雄馬）

1979年
- （尤里的哥哥）

1980年
- 劇場版 奔向地球（托尼）
- 永遠的大和號（德川太助（日语：徳川太助））

1981年
- 劇場版 機動戰士鋼彈（阿姆羅·雷）
- 機動戰士鋼彈II：哀·戰士篇（阿姆羅·雷）
- 天狼星的傳說（日语：シリウスの伝説）（天狼星[67]）
- 通向夏天的大門（日语：夏への扉 (漫画)）（傑克·西多）

1982年
- 機動戰士鋼彈III：相逢宇宙篇（阿姆羅·雷）
- 劇場版 巨人之星 (1982年版)（星飛雄馬[68]）
- 千年女王（夜森大介）
- 浮浪雲（日语：浮浪雲）（一文字兵庫[69]）

1983年
- 宇宙戰艦大和號 完結篇（德川太助[70]）
- 幻魔大戰（日语：幻魔大戦 (映画)）（東丈）
- 劇場版 最後的冠軍（日语：ナイン (漫画)）（新見克也）

1984年
- 爸爸媽媽再見（日语：パパママバイバイ）（哥哥）

1985年
- 光子帆船星光號奧丁（日语：オーディーン 光子帆船スターライト）（石毛二郎）

1986年
- 沃太利亞（日语：ウインダリア）（伊茲）
- （虎貓大將）
- 超級瑪利歐兄弟：碧奇公主救出大作戰！（日语：スーパーマリオブラザーズ ピーチ姫救出大作戦!）（瑪利歐）
- 七龍珠：神龍傳說（飲茶[71]）
- 劇場版 高校！奇面組（日语：ハイスクール!奇面組）（春曲鈍）

1987年
- 聖鬥士星矢：邪神艾莉絲（天馬座 星矢）
- 七龍珠：魔神城內的睡美人（日语：ドラゴンボール 魔神城のねむり姫）（飲茶）

1988年
- 機動戰士鋼彈 逆襲的夏亞（阿姆羅·雷[72]）
- 橙路：但願回到過去（春日恭介）
- 聖鬥士星矢：眾神的激戰（星矢）
- 聖鬥士星矢：真紅的少年傳說（天馬座 星矢）
- 七龍珠：摩訶不可思議大冒險（飲茶）

1989年
- 超人力霸王USA（史考特·馬斯特森／超人力霸王史考特）
- SD戰國傳 武者七人眾篇（武者頑駄無）
- 橙路：新鮮SPECIAL（春日恭介）
- 聖鬥士星矢：最終聖戰的戰士們（天馬座 星矢）

1990年
- 奇姆的十字架（日语：キムの十字架）（傑巴）
- 劍之介少爺（日语：剣之介さま）（忍丸）
- 七龍珠Z：地球超級大決戰（飲茶）

1991年
- 麵包超人：紅精靈的心跳月曆（日语：それいけ!アンパンマン とべ! とべ! ちびごん#それいけ!アンパンマン ドキンちゃんのドキドキカレンダー）（巧克力人）

1993年
- 怪博士與機器娃娃：嗯加！企鵝村的早晨（日语：Dr.スランプ アラレちゃん んちゃ!ペンギン村はハレのち晴れ）（酸梅超人）
- 怪博士與機器娃娃：嗯加！愛在企鵝村（日语：Dr.スランプ アラレちゃん んちゃ!ペンギン村より愛をこめて）（酸梅超人）
- 七龍珠Z：銀河面臨危機!!身手不凡的高手（飲茶）
- 劇場版 美少女戰士R（地場衛／禮服蒙面俠）
  - Make Up！水手戰士（地場衛／禮服蒙面俠）

1994年
- 怪博士與機器娃娃：吼唷唷!! 報恩的鯊魚被我帶走了…（日语：Dr.スランプ アラレちゃん ほよよ!!助けたサメに連れられて…）（酸梅超人）
- 怪博士與機器娃娃：嗯加!! 緊張刺激的暑假（日语：Dr.スランプ アラレちゃん んちゃ!!わくわくハートの夏休み）（酸梅超人）
- 劇場版 美少女戰士S（地場衛／禮服蒙面俠）

1995年
- 劇場版 美少女戰士SuperS：夢想黑洞的奇蹟（地場衛／禮服蒙面俠）
  - Special Present 亞美的初戀 美少女戰士SuperS 外傳（地場衛）

1996年
- 新橙路：接著，那個夏天的開始（春日恭介）
- 喀喀喀的鬼太郎 大海獸（赤蛇）
- 七龍珠：最強之道（飲茶）
- 魯邦三世：DEAD OR ALIVE（日语：ルパン三世 DEAD OR ALIVE）（帕尼什[73]）

1997年
- （日高）

1998年
- 劇場版 神奇寶貝：超夢的逆襲（空男）

2000年
- 機動戰士鋼彈 特別版（阿姆羅·雷）
- 機動戰士鋼彈II：哀·戰士篇 特別版（阿姆羅·雷）
- 機動戰士鋼彈III：相逢宇宙篇 特別版（阿姆羅·雷）

2001年
- 機動戰士鋼彈新體驗：綠色傳動器（日语：ガンダム新体験 グリーンダイバーズ）

2004年
- 聖鬥士星矢 天界篇 序奏 ～overture～（天馬座 星矢）

2005年
- 機動戰士Z鋼彈：A New Translation -星之繼承者-（阿姆羅·雷）
- 機動戰士Z鋼彈II：A New Translation -戀人們-（阿姆羅·雷）

2006年
- 機動戰士Z鋼彈III：A New Translation -星之鼓動是愛-（阿姆羅·雷）
- 超劇場版 Keroro軍曹（漫畫家）
- 盜夢偵探（時田浩作）
- 名偵探柯南：偵探們的鎮魂歌（伊東末彥）

2008年
- 卡辛Sins（卡辛）

2009年
- 宇宙戰艦大和號 復活篇（德川太助[74]）

2010年
- 劇場版 機動戰士鋼彈00 -A wakening of the Trailblazer-（E·A·雷[75]）
- 劇場版 BLEACH 地獄篇（朱蓮）

2013年
- 七龍珠Z：神與神（飲茶）

2014年
- 劇場版 世界一初戀：橫澤隆史的情況（桐嶋禪[注 3][76]）
- 樂園追放 -Expelled from Paradise-（阿隆佐·珀西[77]）

2016年
- 名偵探柯南：純黑的惡夢（安室透）
- ONE PIECE FILM GOLD（薩波）

2017年
- 交響詩篇艾蕾卡7 Hi-evolution（阿德洛克·薩斯頓[78]）

2018年
- 名偵探柯南：零的執行人（安室透〈降谷零〉／波本）

2019年
- 就算明天世界毀滅（旁白[79]）
- ONE PIECE STAMPEDE（薩波[80]）

2021年
- SANTA COMPANY ～真夏的聖誕節～（日语：サンタ・カンパニー）（愛迪生）
- 機動戰士鋼彈：閃光的哈薩威（阿姆羅·雷[81]）
- 旅程 古代阿拉伯半島的奇蹟與戰爭物語（阿烏斯）

2022年
- 名偵探柯南：萬聖節的新娘（安室透／降谷零）
- 機動戰士鋼彈：庫克羅斯·德安之島（阿姆羅·雷[82]）

2023年
- 名偵探柯南：黑鐵的魚影（安室透／降谷零）

### OVA
1985年
- Babi Stock I 永無止境的標的（巴比·斯托克）

1986年
- 縣立地球防衛軍（日语：県立地球防衛軍）（盛田弘章）
- 超時空羅曼藝術 SAMY MISSING 99（日语：超時空ロマネスク SAMY MISSING・99）（比特）
- Babi Stock II The Revenge of Eyesman 愛之鼓動的彼方（巴比·斯托克）

1987年
- 花之飛鳥組！新歌舞伎町物語（日语：花のあすか組!#OVA1）（康弘）

1988年
- 1磅的福音（中耕作）
- 機動戰士SD鋼彈（日语：機動戦士SDガンダム）（阿姆羅·雷、鋼彈）

1989年
- 天田動畫系列 超級瑪利歐兄弟（日语：天田印刷加工#OVA）（瑪利歐）
- 福星小子 電力裝置園丁（御庭番真吾）
- 機動戰士SD鋼彈 Mk-II（阿姆羅·雷／劍士阿姆羅）
- 橙路（1989－1990，春日恭介）2系列6作品
- 銀河英雄傳說（安德魯·霍克）

1990年
- 宇宙皇子（宇宙皇子）
- 機動戰士 SD鋼彈外傳（騎士阿姆羅）
- 機動戰士SD鋼彈 MARK-III（阿姆羅、武者頑駄無）
- 機動戰士SD鋼彈 MARK-IV（ν鋼彈、武者頑駄無〈VHS〉）
- 機動戰士SD鋼彈 MARK-V（吉姆、武者頑駄無）

1991年
- 橙路 第3期（春日恭介）2作品
- 究極超人R（日语：究極超人あ〜る）（曲垣剛）
- 恐怖新聞（日语：恐怖新聞）（鬼形禮）
- 岡比西斯之籤（日语：カンビュセスの籤）（薩爾克）

1992年
- 超時空要塞II -LOVERS AGAIN-（費芙）

1995年
- 怪醫黑傑克（萊斯利·哈里森）

1996年
- 孃樣搜查網（（野村刑警）

2002年
- 電玩少女櫻吹雪（日语：アーケードゲーマーふぶき）（神秘人物）
- 聖鬥士星矢 冥王哈帝斯十二宮篇（天馬座 星矢）

2003年
2005年
- GUNDAM EVOLVE 1（阿姆羅·雷）

2006年
- GUNDAM EVOLVE../9（白獨角獸）

2007年
- GUNDAM EVOLVE../15（阿姆羅·雷）

2008年
- 七龍珠 唷！歸來的孫悟空與夥伴們!!（日语：ドラゴンボール オッス!帰ってきた孫悟空と仲間たち!!）（飲茶）

2014年
- 機動戰士鋼彈UC

2015年
- 機動戰士鋼彈 THE ORIGIN（阿姆羅·雷[83]）[注 6]

2019年
- 銀河英雄傳說 Die Neue These 星亂（弗利格爾[84]）

### 網路動畫
2008年
- 亡念之扎姆德（希洛肯皇帝／影童子[85]）

2017年
- 鋼彈創鬥者 戰鬥部落（日语：ガンダムビルドファイターズの外伝）（阿姆羅·雷、里朋斯·阿爾馬克[注 3]）

2021年
- 範馬刃牙（旁白[86]）2系列

2022年
- 超级七龙珠群雄（飲茶）

2024年
- 範馬刃牙 VS 拳願阿修羅（旁白[87]）

### 遊戲
1991年
- Xak II（日语：サークII）（片頭旁白）[注 7]

1992年
- （蘭迪·史考特）
- RISING SUN（源義經）

1994年
- 七龍珠Z 偉大孫悟空傳說（日语：ドラゴンボールZ 偉大なる孫悟空伝説）（飲茶）
- 美少女戰士系列（1994年—2001年，地場衛／禮服蒙面俠）10作品[注 8]
- FRAY CD ～薩克外傳～（日语：フレイ (ゲーム)）
- Monster Maker 闇之龍騎士（日语：モンスターメーカー）

1995年
- 機動戰士鋼彈（日语：機動戦士ガンダム (プレイステーション)）（阿姆羅·雷）
- 同級生（相原健二）[注 9]

1996年
- 極速快感DX（車輛解說旁白）
- 機動戰士鋼彈 ver.2.0（日语：機動戦士ガンダム (プレイステーション)）（阿姆羅·雷）
- 超級機器人大戰系列（1996年—2021年，阿姆羅·雷）25作品[注 10]
- BS超級瑪利歐兄弟USA Power Challenge（瑪利歐）

1997年
- 瑪利歐越野機車（瑪利歐）
- 機動戰士Z鋼彈（阿姆羅·雷）
- 裝甲戰士（日语：サイバーボッツ）（陣·早乙女）[注 11]

1998年
- 機動戰士鋼彈 基連的野望（日语：機動戦士ガンダム ギレンの野望）（阿姆羅·雷）[注 12]
- SD鋼彈 G世代（1998年—2019年，阿姆羅·雷、里朋斯·阿爾馬克[注 3]）14作品
- 機動戰士鋼彈 逆襲的夏亞（阿姆羅·雷）
- BS超級瑪利歐收藏輯（瑪利歐）
- SEGA越野賽車2（日语：セガラリー2）（旁白）
- 98甲子園（日语：甲子園 (ゲーム)）（實況）

2000年
- X-FIRE（日语：クロスファイア (プレイステーション2)）（艾許）
- 日昇英雄譚R（日语：サンライズ英雄譚）（阿姆羅·雷）
- 來考駕照吧！（天野勇一）

2001年
- 機動戰士鋼彈 連邦vs.吉翁（日语：機動戦士ガンダム 連邦vs.ジオン）（阿姆羅·雷）
- 決戰II（劉玄德）
- 真實機器人兵團（日语：リアルロボットレジメント）（阿姆羅·雷）

2002年
- 甲子園 紺碧之空（實況）

2003年
- 機動戰士Z 鋼彈幽谷vs.迪坦斯（日语：機動戦士Ζガンダム エゥーゴvs.ティターンズ）（阿姆羅·雷）
- 白詰草話 -EPISODE OF THE CLOVER-（日语：白詰草話）（斯帕德）
- 第2次超級機器人大戰α（司馬宙／鋼鐵吉克、阿姆羅·雷）
- 七龍珠Z（日语：ドラゴンボールZ (ゲーム)）（飲茶、栽培人）

2004年
- 宇宙戰艦大和號 對伊斯坎達爾的追憶（德川太助（日语：徳川太助））
- 機動戰士鋼彈 鋼彈vs.Ζ鋼彈（日语：機動戦士ガンダム ガンダムvs.Ζガンダム）（阿姆羅·雷）
- 七龍珠Z2（日语：ドラゴンボールZ2）（飲茶）

2005年
- Another Century's Episode（阿姆羅·雷）
- 宇宙戰艦大和號 暗黑星團帝國的逆襲（德川太助）
- 宇宙戰艦大和號 二重銀河的崩壞（德川太助）
- 機動戰士鋼彈 一年戰爭（日语：機動戦士ガンダム 一年戦争）（阿姆羅·雷）
- 機動劇團哈囉一座 鋼彈麻雀系列（日语：機動劇団はろ一座）（2005年—2007年，阿姆羅·雷）3作品
- 超七龍珠Z（日语：超ドラゴンボールZ）（飲茶）
- 聖鬥士星矢 聖域十二宮篇（日语：聖闘士星矢 聖域十二宮編）（天馬座 星矢）
- 七龍珠Z Sparking！（日语：ドラゴンボールZ Sparking!）（飲茶）
- 七龍珠Z3（日语：ドラゴンボールZ3）（飲茶）
- 七龍珠Z 舞空烈戰（日语：ドラゴンボールZ 舞空烈戦）（飲茶）
- 重金屬閃電（日语：ヘビーメタルサンダー）（秋葉原電氣）

2006年
- Another Century's Episode 2（阿姆羅·雷）
- 機動戰士鋼彈 CLIMAX U.C.（阿姆羅·雷）
- 機動戰士鋼彈 吉翁的徽章（日语：機動戦士ガンダム スピリッツオブジオン）（阿姆羅·雷）
- 空中雙人衝浪 -Reloaded-（日语：スキージャンプ・ペア）（實況）
- 七龍珠Z Sparking！NEO（日语：ドラゴンボールZ Sparking! NEO）（飲茶）
- 九十九夜（汀巴特）

2007年
- Another Century's Episode 3 THE FINAL（阿姆羅·雷）
- 鋼彈無雙（阿姆羅·雷）
- 機動戰士鋼彈 MS戰線0079（日语：機動戦士ガンダム MS戦線0079）（阿姆羅·雷）
- 龍影咒（翠翡）
- 七龍珠Z Sparking！METEOR（日语：ドラゴンボールZ Sparking! METEOR）（飲茶）
- 七龍珠Z 遙遠的悟空傳說（飲茶）
- MAPLUS 攜帶衛星導航2（日语：MAPLUS ポータブルナビ2）（衛星導航2聲音）[注 13]
- 全民高爾夫5（柯南）

2008年
- 鋼彈無雙2（阿姆羅·雷）
- 機動戰士鋼彈 鋼彈VS.鋼彈（日语：機動戦士ガンダム ガンダムVS.ガンダム）（阿姆羅·雷）
- 七龍珠Z 無限世界（日语：ドラゴンボールZ インフィニットワールド）（飲茶）
- 七龍珠Z 爆發極限（日语：ドラゴンボールZ バーストリミット）（飲茶）
- 七龍珠DS（日语：ドラゴンボールDS）（飲茶）
- 世界毀滅 被引導的意志（托比·托普蘭）

2009年
- 機動戰士鋼彈 鋼彈VS.鋼彈NEXT PLUS（日语：機動戦士ガンダム ガンダムVS.ガンダムNEXT）（阿姆羅·雷、里朋斯·阿爾馬克[注 3]）
- 蠟筆小新：黏土造型大變身！（日语：クレヨンしんちゃん 嵐を呼ぶ ねんどろろ〜ん大変身!）
- 七龍珠改 賽亞人來襲（日语：ドラゴンボール改 サイヤ人来襲）（飲茶）
- 七龍珠 天下第一大冒險（日语：ドラゴンボール 天下一大冒険）（飲茶）
- 七龍珠 迅猛炸裂（日语：ドラゴンボール レイジングブラスト）（飲茶）

2010年
- Another Century's Episode:R（阿姆羅·雷）
- 鋼彈無雙3（阿姆羅·雷、里朋斯·阿爾馬克[注 3]）
- 機動戰士鋼彈 極限VS.（日语：機動戦士ガンダム エクストリームバーサス）（阿姆羅·雷）
- 七龍珠 搭檔對決（日语：ドラゴンボール タッグバーサス）（飲茶）
- 七龍珠群雄（2010年—，飲茶）5作品[注 14]
- 七龍珠DS2 突擊！紅緞帶軍（日语：ドラゴンボールDS）（飲茶）
- 七龍珠 迅猛炸裂2（日语：ドラゴンボール レイジングブラスト）（飲茶）

2011年
- Another Century's Episode Portable（阿姆羅·雷、里朋斯·阿爾馬克[注 3]）
- 第2次超級機器人大戰Z 破界篇／再世篇（2011年—2012年，阿姆羅·雷、里朋斯·阿爾馬克[注 3]）2作品
- 七龍珠 終極炸裂（日语：ドラゴンボール アルティメットブラスト）（飲茶）
- 七龍珠改 究極武鬥傳（飲茶）

2012年
- 少女RPG 灰姑娘生活（日语：ガールズRPG シンデレライフ）（禮服蒙面俠）
- 機動戰士鋼彈 極限VS.火力全開（日语：機動戦士ガンダム エクストリームバーサス フルブースト）（阿姆羅·雷、里朋斯·阿爾馬克[注 3]）
- 機動戰士鋼彈 木馬的軌跡（阿姆羅·雷）
- 機動戰士鋼彈 Online（阿姆羅·雷）
- 聖鬥士星矢Ω 終極小宇宙（星矢）

2013年
- 真·鋼彈無雙（阿姆羅·雷、里朋斯·阿爾馬克）
- HEROES' VS（日语：HEROES' VS）（里朋斯鋼彈[88][注 3]）

2014年
- 機動戰士鋼彈 極限VS.全力爆發（日语：機動戦士ガンダム エクストリームバーサス マキシブースト）（阿姆羅·雷、里朋斯·阿爾馬克[注 3]）
- 神話帝國：靈魂輪迴[89]
- 超級英雄世代（ν鋼彈[90]、里朋斯鋼彈／里朋斯加農[注 3]）
- ONE PIECE 超級偉大航路之爭！X（薩波／露西）
- ONE PIECE KINGS（薩波／露西）

2015年
- 七龍珠Z 超究極武鬥傳（日语：ドラゴンボールZ 超究極武闘伝）（飲茶）
- 七龍珠 異戰（日语：ドラゴンボール ゼノバース）（飲茶）
- 失落英雄 BONUS EDITION（日语：ロストヒーローズ）（ν鋼彈）
- 失落英雄2（ν鋼彈）[注 13]
- ONE PIECE 海賊無雙3／4（2015年—2020年，薩波）2作品

2016年
- 七龍珠 異戰2（飲茶）
- 七龍珠融合（日语：ドラゴンボールフュージョンズ）（飲茶）
- ONE PIECE TREASURE CRUISE（薩波）

2017年
- 異度神劍2（紅蓮）

2018年
- 七龍珠FighterZ（日语：ドラゴンボール ファイターズ）（飲茶）
- 名偵探皮卡丘（超夢[91]）
- 碧藍幻想（安室透[92]）
- 魔法氣泡!! Quest（日语：ぷよぷよ!!クエスト）（安室透[93]）

2019年
- JUMP FORCE（薩波）
- 超級機器人大戰T（阿姆羅·雷、Mr.佐恩）
- 妖怪手錶 噗尼噗尼（安室透）
- 超級機器人大戰DD（司馬宙／鋼鐵吉克、阿姆羅·雷）
- 超級七龍珠群雄 世界任務（飲茶）
- DAEMON X MACHINA（迪亞布羅[94]）

2020年
- 七龍珠Z 卡卡洛特（飲茶）
- 火焰之紋章 英雄（佛羅金）
- 職棒家庭棒球場2020（派克[95]）
- D4DJ Groovy Mix（小舟柳人[96]）

2021年
- 倫敦迷宮譚（不破拓真[97]）
- 機動戰士鋼彈 U.C.ENGAGE（阿姆羅·雷[98]）

2022年
- 機動戰士鋼彈 兵工廠基地（日语：機動戦士ガンダム アーセナルベース）（阿姆羅·雷、里朋斯·阿爾馬克[注 3]）
- 怪物彈珠（薩波、安室透）
- SD鋼彈 激鬥同盟（日语：SDガンダム バトルアライアンス）（阿姆羅·雷[99]、里朋斯·阿爾馬克[注 3][99]）
- 龍族拼圖（薩波）

### 外語配音

#### 演員
馬克·麥克盧爾
- 超人系列（吉米·奧爾森）※朝日電視台版。
  - 超人
  - 超人II
  - 超人III

元彪
- 超越正義（英语：Beyond Justice）
- 飛龍猛將（董德彪）
- 大佬愛美麗（洪一）
- 神偷燕子李三（燕）
- 富貴列車（曹卓堅）
- 殭屍家族（夏友仁）
- 我的特工爺爺[注 15]
- 史前公園（英语：Prehistoric Park）（旁白）
- A計劃（洪天賜）※WOWOW版。
- 寶貝計劃（莫史迪）
- 少林七傑
- 太極2英雄崛起（李乾坤）
- 快餐車（大衛）
- 黃飛鴻之鬼腳七（鬼腳七）
- 師弟出馬（四哥）※新錄製版。
- 新蜀山劍俠（狄明奇）

#### 電影
- 再生緣（少年）※朝日電視台版。
- 爆炸頭忍者（日语：アフロ忍者）（雷吉·卡森〈馬克·希克〉）
- 保佑野獸和孩子們（英语：Bless the Beasts and Children (film)）（薩米·謝克〈邁爾斯·查平（英语：Miles Chapin） 〉）
- 北非諜影（維克多·拉斯洛〈保羅·亨雷〉）※N.E.M.版[100]。
- 霹靂十傑（方世玉〈小侯〉）
- 七寶奇謀（布蘭登·“布蘭”·沃爾什〈喬許·布洛林〉）※TBS版[注 16]。
- 亡命大捕頭（英语：The Hunter (1980 film)）（湯米·普萊士〈勒瓦爾·布林頓（英语：LeVar Burton）〉）※富士電視台版。
- 神探父子兵（華仔〈劉德華〉）
- 小子難纏2（英语：The Karate Kid Part II）（丹尼爾·拉魯索（英语：Daniel LaRusso）〈雷夫·馬奇歐〉）※DVD版。
- 衝鋒飛車隊續集（史雷克·尼克斯〈湯姆·詹寧斯〉）※富士電視台版[注 16]。
- 英烈的歲月（英语：Memphis Belle (film)）（理查德·“流氓”·摩爾〈辛·艾斯丁〉）※VHS版。
- 小子命大（英语：Method Man (film)）（小龍〈Peter Chen〉）
- Mischief（哈利〈尤安·伯頓〉[101]）
- 俠骨柔情（詹姆斯·艾爾普（英语：James Earp）〈唐·加德納〉）※朝日電視台版[注 17]。
- 美味情慾（英语：The Naked Kitchen）（韓相仁〈金太祐〉）
- 環太平洋系列（紐頓·“紐特”·蓋茲勒〈查理·戴〉）
  - 環太平洋[102]
  - 環太平洋2：起義時刻[103]
- 赤膽屠龍（英语：Rio Bravo (film)）（科羅拉多·瑞安〈瑞奇·尼爾森〉）※1973年朝日電視台版。
- 拯救老公大作戰（英语：Saving My Hubby）（韓柱泰〈金太祐〉）
- Sounds (2008年電影)（搜査官米勒〈J·彼得·帕克〉）
- 往事如煙（英语：Summer of '42）（奧西〈傑瑞·豪瑟（英语：Jerry Houser）〉）※朝日電視台版。
- 夢幻飛船驚奇號（第一部）（英语：Traumschiff Surprise – Periode 1）（史帕克）
- 少年愛因斯坦（英语：Young Einstein）（阿爾伯特·愛因斯坦〈雅虎·席瑞爾斯（英语：Yahoo Serious）〉）※VHS版。

#### 電視影集
- 大物
- 玄機妙算 (第3季)（英语：The Bionic Woman）（史塔布斯〈加里·伯頓〉）
- 律政狂牛（班傑明·“班尼”·科隆〈佛萊迪·羅利葛茲〉）
- 我們可以結婚嗎（南道賢〈金成珉〉）
- 幻想情侶（朴比利〈金成珉〉）
- 森林遊俠（英语：The Forest Rangers）（麥克〈彼得·塔利〉）
- 布偶奇遇記（英语：Fraggle Rock）
- 賈德律師 (第2季)（英语：Judd, for the Defense）（羅納德〈邁克爾·拉琳〉）
- 夜班醫生（邁克爾·拉古薩〈佛萊迪·羅利葛茲〉）
- 三國（劉禪〈王鶴鳴〉）
- 霹靂遊俠（羅恩·普雷斯科特〈伍迪·布朗（英语：Woody Brown (actor)）〉）

#### 動畫
- Emergency+4（奇斯）
- 木偶嬰兒（英语：Muppet Babies (1984 TV series)）（速克達（英语：Scooter (Muppet)）〈格雷格·伯格（英语：Greg Berg）〉[104]）
- 小辛巴德（英语：Sinbad Jr. and his Magic Belt）（辛巴德）
- 外星一對寶（大雄）※VHS版。

### 電視劇
TBS
- 隱密劍士第七部 忍法根來眾（日语：隠密剣士#第七部 忍法根来衆（全13話）） 第3話、第6話（1964年）—倉井田源一郎
- THE警衛（日语：東京警備指令 ザ・ガードマン） 第90話（1966年）—贖金交付的少年
- 第19話（1974年）—莊司隆

朝日電視台
- 特別機動搜査隊（日语：特別機動捜査隊）
  - 第655話（1974年）—高澤正昭
  - 第670回（1974年）—隼人
  - 第762話（1976年）—田口
- 第63話（1984年）

NHK
- 微笑日記（日语：ニコニコ日記）（2003年）—特攝英雄凱戰神Z〈配音〉
- 法庭新鮮人（日语：そこをなんとか#テレビドラマ）（2012年）—神秘律師〈配音〉

其它電視台
- （1976年，富士電視台）
- 青之炎（2014年，東京電視台）—新見克也〈配音〉

### 真人電影
- 武士之子（1963年）—
- 大怪獸卡美拉（1965年）—燈塔附近的少年
- 地獄的野良犬（1966年）—岡村滋
- 去向何方續集（日语：続・何処へ）（1967年）—三島吾郎
- （1972年）—安井仁三
- 貓拉麵大將（日语：猫ラーメン）（2008年）—大將〈聲音〉

### 特攝影集
- 超異象之謎（1966年，滿〈守的朋友〉）
- 熔岩大使（1966年，棒球帽少年）
- UFO大戰爭 戰鬥吧！紅老虎（1978年，紅老虎的聲音）
- 假面騎士BLACK（1988年，預告旁白）
- 轟轟戰隊冒險者VS超級戰隊（2007年，赤紅的聲音）
- 海賊戰隊豪快者（2011年，赤紅的聲音）
- 非公認戰隊秋葉原連者 Season痛（2013年，的聲音）
- 動物戰隊獸王者 超級動物大戰（2016年，赤紅的聲音）

### 旁白
NHK系列
- 世界競馬（日语：世界の競馬）「凱旋門大賽」（2006年10月1日。NHK BS1播出）
- 賽馬「凱旋門大賽」（2006年10月2日。於NHK綜合、NHK BS1播出）
- 簡訊御禮！手機大喜利（日语：着信御礼!ケータイ大喜利）（NHK綜合）
- 今日焦點+（負責週二。NHK綜合）

日本電視台
- 電視動畫《魍魎之匣》（預告片旁白。2007年12月22日公開）
- 戀愛福利社（日语：恋愛部活）

富士電視網
- 小知識之泉 ～精彩的無用知識～（以《機動戰士鋼彈》阿姆羅·雷的聲音作為影子解說員登場。2006年7月12日、7月19日在富士電視網播出）
- 堺日和（關西電視台）

其它電視台
- Car Graphic TV（日语：カーグラフィックTV）（朝日電視台）
- 日本版SURVIVOR（日语：サバイバー (日本のテレビ番組)） 1st系列（2002年4月－6月。TBS電視網）

### 廣播節目
- ENEOS（日语：新日本石油） (DIAMOND) SUPER STATION（FM橫濱（日语：横浜エフエム放送））
- 青春冒險（日语：青春アドベンチャー） （旁白）
- （負責週六。CS-PCM（日语：CS-PCM音声放送）、Z-SKY4）
- 啊！安部禮司～BEYOND THE AVERAGE（日语：NISSAN あ、安部礼司〜BEYOND THE AVERAGE）（安室禮司）
- DRAGON HOURS（日语：ファンタジーワールド）（負責週四。TBS廣播）
- 文化放送全壘打之夜（日语：文化放送ホームランナイター）（單曲、旁白）
- 廣播劇畫傑作系列（日语：ラジオ劇画傑作シリーズ）
  - 紅色飛馬（日语：赤いペガサス）（赤羽健）
  - 少年之町ZF（日语：少年の町ZF）（劍司）
- 廣播劇 勇者鬥惡龍II（奧爾）
- 廣播劇 銀河少女警察（紅魽老師）
- 世界毀滅 ～世界放送委員會～
- （作為嚮往工作百科嘉賓演出。NHK廣播第1頻率：2009年1月18日）
- （FM愛知（日语：エフエム愛知）：2011年8月28日）

### CD廣播劇
- INFERIUS惑星戰史外傳 CONDITION GREEN（日语：インフェリウス惑星戦史外伝 CONDITION GREEN）（卡斯特·班尼特）
- 聖鬥士星矢 （星矢）
- 天馬的血族外傳 （神佑）
- 我喜～歡聲優
- 機動戰士鋼彈00 CD廣播劇特別篇 另一種故事 MISSION-2306（旁白）
- CD廣播劇精選集 三國志（日语：CDドラマコレクションズ 三國志）（劉備玄德）
- CD廣播劇『電車男』（網路住民）
- 電擊CD文庫『卒業 ～Graduation～』（武藏三十郎）
- 暗夜魔法使粉絲書 Fly Me to the Moon 廣播劇CD「無常之月」（月代一臣）
- -Voice of Mealtime-（遠藤優吾）
- 襲來！美少女邪神 廣播劇CD（旁白）

### PV
- 安室奈美惠『PAST < FUTURE』收錄『Defend Love』PV（阿姆羅·雷）

### 戶外活動
- 體育場DJ（2010年7月19日，京瓷巨蛋大阪）在歐力士野牛對東北樂天金鷲的賽事中，以星飛雄馬的聲音負責廣播（從第1局到第5局，歐力士的進攻回）介紹球員。
- 美少女戰士 20週年對談活動（2012年7月6日，nicofarre）

### 綜藝節目
TBS電視網
- TBS
  - 歌番（與神谷明、野澤雅子共同演出）
  - Quiz Derby（日语：クイズダービー）（與池田秀一、富永美衣奈多次在賭徒席演出）

- MBS
  - （與神谷明、小原乃梨子3人共同演出。2005年6月29日。也在CBC電視台、GAORA（日语：GAORA）播出）
  - （於單元演出。MBS關西地區播放）
  - （於聲優特集「說到阿姆羅·雷就是這個人」演出。2003年2月18日）
  - （於作為特別講師演出。2005年2月1日。MBS關西地區播放）

日本電視台
- 跳舞吧！秋刀魚御殿（日语：踊る!さんま御殿!!）（作為對談嘉賓演出。2001年10月23日）
- Switch Premium（日语：プレミアムスウィッチ）（2010年1月31日）
- 劇場版「名偵探柯南：零的執行人」上戶彩&博多大吉（日语：博多大吉）的三合一揭露!!（2018年4月28日。安室透的聲音）
- 耳目一新（日语：スッキリ (テレビ番組)）（2018年5月23日）

NHK系列
- NHK綜合
  - DEEP PEOPLE（日语：ディープピープル）（2011年8月22日。與野澤雅子、小山力也共同演出）
  - 第66屆NHK紅白歌合戰（2015年12月31日。『動畫紅白』，阿姆羅·雷、星飛雄馬的聲音）
  - 鋼彈誕生秘話（2019年3月30日）
  - ＃聲優PLUS（日语：＃声優ぷらす） 鋼彈起源（2019年4月21日）

- NHK BS Premium
  - 發表！全鋼彈大投票（日语：発表!全ガンダム大投票）（2018年5月5日）

其它電視台、頻道
- （2003年8月15日－2003年11月7日。主持人，BB頻道（日语：チャンネルBB））
- （2006年10月1日。為紀念若井修（日语：若井おさむ）獲勝連續5週演出。朝日放送製作、朝日電視網播放）
- sakusaku（日语：saku saku）（2007年11月29日。於鋼彈作品即將發售時作為宣傳嘉賓演出。神奈川電視台等台）
- 笑一笑又何妨！（2008年4月8日。富士電視台）
- 2007年8月號諜報員（阿姆羅·雷、星飛雄馬的聲音。家庭劇場（日语：ファミリー劇場））
- 機動戰士鋼彈30週年紀念 大家的鋼彈 完全版（2009年5月9日。本人演出。Animax）
- 祝！BLEACH連載10週年紀念！讓我帶你看很多電影的幕後特集！（與森田成一、中井和哉共同在VTR演出。東京電視台）
- POWER PUSH（2012年1月。東映頻道（日语：東映チャンネル））
- 動畫Paradise！（日语：アニメぱらだいす!）（第742話、第749話。Kids Station）

其它
- 富士急樂園設施 GUNDAM THE RIDE（日语：GUNDAM THE RIDE）（阿姆羅·雷）
- 家用星象儀（Sega Toys（日语：セガトイズ））宣傳影像（旁白）
- Wii.com （页面存档备份，存于）（本人體驗機動戰士鋼彈 MS戰線0079（日语：機動戦士ガンダム MS戦線0079）的宣傳影片）
- 日產汽車 Primera（P12型）（負責CD-ROM目錄的解說。但是只負責前期）
- （旁白）
- MAPLUS（日语：MAPLUS ポータブルナビ）（阿姆羅·雷的聲音）
- （2009年4月11日。客座講師）

### 廣告
- Artnature（日语：アートネイチャー）
  - （旁白，與池田秀一共同演出）
  - （旁白，與田中真弓共同演出）
- ASCII 爆走兄弟2 Let's & Go!!（旁白）
- 江崎固力果 （與田原俊彥、松田聖子共同演出）
- SNK 雅典娜（日语：アテナ (ゲーム)）（旁白）
- 奉信科學 （旁白）
- NTT 『黃頁電話簿』（星飛雄馬的聲音）
- NTT DOCOMO電台廣告（阿姆羅·雷的聲音，與池田秀一、小山茉美共同演出）
- 角川書店 鋼彈ACE（旁白）
- 卡樂B 卡樂B（辛澤刺激的聲音）
- Kirin Beverage（日语：キリンビバレッジ） KIRIN LEMON（日语：キリンレモン）（星飛雄馬）
- KDDI／沖繩行動電話（日语：沖縄セルラー電話） 『au』（星飛雄馬的聲音[105]）
  - 篇（與井川遥、伊勢谷友介、剛力彩芽共同演出[注 18]）
  - 篇（同上）
  - au光（日语：auひかり）篇（同上）
  - 篇（與伊勢谷友介、剛力彩芽共同演出）
  - au Smartvalue篇（與井川遥、伊勢谷友介共同演出）
  - au Smartvalue篇（與剛力彩芽、加藤精三（日语：加藤精三 (声優)）〈星一徹（日语：星一徹）的聲音〉共同演出）
  - au Smartvalue篇（與剛力彩芽、井上真樹夫〈花形滿（日语：花形満）的聲音〉共同演出）
  - au篇（與剛力彩芽共同演出）
  - au篇（與剛力彩芽、加藤精三〈星一徹的聲音〉、白石冬美〈星明子的聲音〉共同演出）
  - au HOME SPOT CUBE篇（與伊勢谷友介、白石冬美（星明子的聲音）共同演出）
  - au智能巴士篇（與井川遥、剛力彩芽共同演出）
- 肯德基節（旁白）
- 花王 （旁白）
- 大塚食品 （旁白）
- 資生堂 （旁白）
- 小學館「少年Sunday」閃靈酷企鵝（日语：タキシード銀）篇（電視廣告，草薙銀次的聲音）
- 新·U-CAN通信講座（日语：ユーキャン） OL1篇（客戶）[注 19]
- Seicomart（日语：セイコーマート）店內的電視廣告與電台廣告（罐裝咖啡）
- DSG ARENA（日语：西原物産） 石川縣各柏青哥店（旁白）
- 富山電視台 全力！BBT活動（小B（日语：ビーちゃん））[106]
- 永谷園（日语：永谷園）超級瑪利歐兄弟香鬆（瑪利歐 (角色)）
- 日產汽車官方網站（部分車種的介紹旁白）
- 日清食品 出前一丁（出前小僧）
- 日清食品 日清咚兵衛系列篇（阿姆羅·雷）[注 20]
  - （牛乳型角色的聲音）
- 日本麥當勞（阿姆羅·雷式的台詞旁白）
- Hyper Center OSADA（日语：オサダ）（店內廣播，星飛雄馬式的台詞旁白）
- 萬代「SD鋼彈 轉蛋戰爭」（阿姆羅·雷）[注 21]
  - 「鋼彈激鬥會戰」（阿姆羅·雷）
  - 「機動戰士鋼彈 鋼彈vs.Ζ鋼彈（日语：機動戦士ガンダム ガンダムvs.Ζガンダム）」(2004年) 與原良子、飛田展男、矢尾一樹共同演出
  - 「機動戰士鋼彈 戰場之絆（日语：機動戦士ガンダム 戦場の絆）」（阿姆羅·雷）
  - 「機動戰士鋼彈 MS戰線0079（日语：機動戦士ガンダム MS戦線0079）」（口號、標題）
  - 「淘金者」
  - 「聖鬥士聖衣大系（日语：聖闘士聖衣大系）」（1988年春季部分）
- 萬代「甲龍傳說 消失的少女（日语：甲竜伝説ヴィルガスト#ゲームソフト）」（三池瞬）
- PIA川口埼玉縣柏青哥店（旁白）
- 雙葉社 （旁白[107]）
- 北陸電力（旁白）
- 牛肋排與黑豬肉炸肉餅便當廣告（旁白）
- 保能痔（日语：ボラギノール）（部分版本的旁白）
- Yahoo！JAPAN（日语：Yahoo! JAPAN） 網路廣告 3.11企劃 我現在可以做的事[108]

### 其它
- 星飛雄馬電卓（2012年，智能手機的QR Code）星飛雄馬 ※部分搭載Android的au智能手機（IS系列（日语：ISシリーズ））&au Smart pass（日语：auスマートパス）會員專用應用[注 22]
- 聽聲優古谷徹說的《日本國憲法》全文（2018年，niconico直播）[109]
- JRA影片「騎乘戰士鋼彈JRA -BEYOND THE TURF-」[110]
- 角子機『FEVER 機動戰士鋼彈 逆襲的夏亞』（2019年，阿姆羅·雷）

## 音樂作品
樂團Slapstick時期的歌曲請參照「Slapstick」。

### 單曲
| 枚數    | 發行日期       | 單曲名稱（日文名稱） | 規格編號 | oricon 最高排名 |
| Victor  | Victor         | Victor               | Victor   | Victor          |
| ------- | -------------- | -------------------- | -------- | --------------- |
| 1st     | 1982年？月？日 |                      | K-208    | 第？名          |
| Apollon |                |                      |          |                 |
| 2nd     | 1991年2月5日   | [ 注 23 ]            | APDA-38  | 第？名          |

### 專輯

#### 迷你專輯
| 枚數          | 發行日期      | 專輯名稱                                  | 規格編號   | oricon 最高排名 |           |
| avex mode     | avex mode     | avex mode                                 | avex mode  | avex mode       | avex mode |
| ------------- | ------------- | ----------------------------------------- | ---------- | --------------- | --------- |
| 1st           | 2008年3月26日 | HEROS ～to my treasure～                  | AVCA-26693 | －              |           |
| avex pictures |               |                                           |            |                 |           |
| 2nd           | 2016年9月23日 | 古谷徹 50TH ANNIVERSARY「THANKS♪ -感謝-」 | EYC1-11101 |                 |           |

### 歌手參加樂曲
| 發行日期       | 標題                                                                                 | 名義                                 | 曲名                | 備註                                                       |
| -------------- | ------------------------------------------------------------------------------------ | ------------------------------------ | ------------------- | ---------------------------------------------------------- |
| 1980年9月25日  | 梅特林克的青鳥 Tyltyl與Mytyl的冒險之旅 主題音樂集2                                   | 古谷徹、小山茉美、矢萩知佳、矢萩佐優 | 「」                | 電視動畫《梅特林克的青鳥 Tyltyl與Mytyl的冒險之旅》相關歌曲 |
| 1986年11月21日 | 聲優塗鴉                                                                             | 古谷徹                               | 「」                |                                                            |
| 1990年11月25日 | 聲優塗鴉 Vol.2                                                                       | 古谷徹                               | 「SUNRISE AGAIN」   |                                                            |
| 1991年11月18日 | KYUKYOKUCHOJIN "R" BOX                                                               | 古谷徹 等                            | 「」                |                                                            |
| 1996年1月25日  | CD劇場精選集 三國志X6 ○超三國志滿漢全席 放浪戰隊五兄弟                               | 古谷徹                               | 「」                |                                                            |
| 1997年9月26日  |                                                                                      | 古谷徹                               | 「」                | 電視動畫《Z超人》片頭主題曲                                |
| 1997年9月26日  | 愛與感動的回憶、動畫、歐陸節拍                                                       | 古谷徹                               | 「」 「」 「」 「」 |                                                            |
| 2007年4月20日  | 復刻版電視動畫原聲帶 勇者鬥惡龍 -組曲龍傳說-                                         | 古谷徹                               | 「」                | 電視動畫《勇者鬥惡龍》後期片頭主題曲                       |
| 2012年12月12日 | Platinum Voice ～～                                                                  | 古谷徹                               | 「Rainy Blue」      | 德永英明的翻唱歌曲                                         |
| 2012年12月12日 | Platinum Voice ～～                                                                  | Platinum Voice All Stars             | 「少年時代」        | 井上陽水的翻唱歌曲                                         |
| 2020年11月19日 | 「鋼彈TryAge九周年紀念袖珍活頁夾套組」封入特典CD GUNDAM TRYAGE MAIN THEME COLLECTION | 古谷徹                               | 「」                | 卡片遊戲《鋼彈TryAge》PV插入歌                             |

### 角色歌曲
| 發行日期 | 標題                                                     | 名義                                       | 曲名                    | 備註                                                      |
| 1981年   | 1981年                                                   | 1981年                                     | 1981年                  | 1981年                                                    |
| -------- | -------------------------------------------------------- | ------------------------------------------ | ----------------------- | --------------------------------------------------------- |
| 6月？日  | 家族魯賓遜漂流記 不可思議之島的芙蘿拉 音樂篇             | 法蘭茲·魯賓遜（古谷徹）                    | 「」                    | 電視動畫《家族魯賓遜漂流記 不可思議之島的芙蘿拉》相關歌曲 |
| 10月？日 | 家族魯賓遜漂流記 不可思議之島的芙蘿拉 戲劇篇             | 法蘭茲·魯賓遜（古谷徹）                    | 「」                    | 電視動畫《家族魯賓遜漂流記 不可思議之島的芙蘿拉》相關歌曲 |
| 1983年   |                                                          |                                            |                         |                                                           |
| 7月？日  | 停止!! 雲雀 音樂篇                                       | 本耕作（古谷徹）                           | 「」                    | 電視動畫《停止!! 雲雀》劇中插入歌                         |
| 1984年   |                                                          |                                            |                         |                                                           |
| ？月？日 | 超時空騎兵 音樂篇II                                      | 無限真人（古谷徹）                         | 「」 「」               | 電視動畫《超時空騎兵》相關歌曲                            |
| 1月？日  | 停止!! 雲雀 SONG BOOK                                    | 本耕作（古谷徹）                           | 「」                    | 電視動畫《停止!! 雲雀》劇中插入歌                         |
| 1986年   |                                                          |                                            |                         |                                                           |
| 6月21日  | 七龍珠 名曲集                                            | 飲茶（古谷徹）                             | 「」                    | 電視動畫《七龍珠》相關歌曲                                |
| 1989年   |                                                          |                                            |                         |                                                           |
| 1月24日  | 橙路 Loving Heart                                        | 春日恭介（古谷徹）                         | 「BAYSIDE DANCER」      | 電視動畫《橙路》相關歌曲                                  |
| 1990年   |                                                          |                                            |                         |                                                           |
| 7月21日  | 懷念的動畫歌曲超CD未收錄組 ～作品別CD單曲豪華6枚組之卷～ | 本耕作（古谷徹）                           | 「」                    | 電視動畫《停止!! 雲雀》劇中插入歌                         |
| 1991年   |                                                          |                                            |                         |                                                           |
| 1月24日  | 橙路 ETERNAL COLLECTION SOUND COLOR BOX                  | 春日恭介（古谷徹）                         | 「BAYSIDE DANCER」      | 電視動畫《橙路》相關歌曲                                  |
| 3月21日  | 聖鬥士星矢 回憶BOX                                       | 天馬座 星矢（古谷徹）                      | 「天馬座幻想」          | 電視動畫《聖鬥士星矢》相關歌曲                            |
| 1992年   |                                                          |                                            |                         |                                                           |
| 11月21日 | 美少女戰士 ～In Another Dream～                          | 地場衛（古谷徹）                           | 「」                    | 電視動畫《美少女戰士》相關歌曲                            |
| 11月21日 | 美少女戰士 ～In Another Dream～                          | 月野兔（三石琴乃）、地場衛（古谷徹）       | 「You're Just My Love」 | 電視動畫《美少女戰士》相關歌曲                            |
| 1993年   |                                                          |                                            |                         |                                                           |
| 6月1日   | 美少女戰士R ～迎向未來～                                 | 地場衛（古谷徹）                           | 「」                    | 電視動畫《美少女戰士R》相關歌曲                           |
| 1994年   |                                                          |                                            |                         |                                                           |
| 4月1日   | 七龍珠／七龍珠Z大全集                                    | 飲茶（古谷徹）                             | 「」                    | 電視動畫《七龍珠》相關歌曲                                |
| 11月21日 | 橘子醬男孩 Vol.5 橘子醬信念！ ～歌唱專輯II～             | 秋月茗子（山崎和佳奈）、名村慎一（古谷徹） | 「」                    | 電視動畫《橘子醬男孩》相關歌曲                            |
| 1999年   |                                                          |                                            |                         |                                                           |
| 6月1日   | 懷念的MUSIC CLIP(49) 不可思議之島的芙蘿拉                | 法蘭茲·魯賓遜（古谷徹）                    | 「」                    | 電視動畫《家族魯賓遜漂流記 不可思議之島的芙蘿拉》相關歌曲 |
| 6月23日  | 殿堂TWIN(6) 超時空騎兵〈音樂篇I～II〉                    | 無限真人（古谷徹）                         | 「」 「」               | 電視動畫《超時空騎兵》相關歌曲                            |
| 2002年   |                                                          |                                            |                         |                                                           |
| 11月21日 | 聖鬥士星矢完整歌曲 精選輯                                | 天馬座 星矢（古谷徹）                      | 「」                    | 電視動畫《聖鬥士星矢》相關歌曲                            |
| 2003年   |                                                          |                                            |                         |                                                           |
| 5月21日  | 橘子醬男孩 全曲集                                        | 秋月茗子（山崎和佳奈）、名村慎一（古谷徹） | 「」                    | 電視動畫《橘子醬男孩》相關歌曲                            |
| 9月25日  | 七龍珠 全曲集                                            | 飲茶（古谷徹）                             | 「」                    | 電視動畫《七龍珠》相關歌曲                                |
| 2006年   |                                                          |                                            |                         |                                                           |
| 6月21日  | 聖鬥士星矢 主題歌＆BEST                                  | 天馬座 星矢（古谷徹）                      | 「」                    | 電視動畫《聖鬥士星矢Ω》相關歌曲                           |
| 2008年   |                                                          |                                            |                         |                                                           |
| 11月21日 | 聖鬥士星矢 ETERNAL CD BOX                                | 天馬座 星矢（古谷徹）                      | 「」                    | 電視動畫《聖鬥士星矢Ω》相關歌曲                           |
| 2013年   |                                                          |                                            |                         |                                                           |
| 12月25日 | 聖鬥士星矢Ω Song Collection                              | 天馬座 星矢（古谷徹）                      | 「Spirit of Saint」     | 電視動畫《聖鬥士星矢Ω》相關歌曲                           |
| 2016年   |                                                          |                                            |                         |                                                           |
| 2月24日  | ONE PIECE 縱貫日本！47巡遊專輯ALBUM “東”                 | 薩波（古谷徹）                             | 「River of Freedom」    | 電視動畫《ONE PIECE》相關歌曲                             |
| 8月24日  | 聖鬥士星矢 SONG SELECTION                                | 天馬座 星矢（古谷徹）                      | 「」                    | 電視動畫《聖鬥士星矢》相關歌曲                            |

## 執筆

### 著作
- （角川書店，2009年7月 ISBN 4-04-715275-7）- 古谷徹的第一本著作。回憶鋼彈秘辛故事和眾多演過的主角。

### 連載專欄
- －於動畫月刊《月刊OUT（日语：月刊OUT）》連載的專欄。內容寫了其工作和嗜好。從1993年8月號開始，一直持續到最終刊1995年5月號。之後，在接手OUT的《Magazine MEGU（日语：月刊OUT#Magazine MEGU）》中繼續同名，但MEGU也被停刊並於最終刊1997年5號結束。

## 腳註

## 相關人物
- 池田秀一－資深配音員
- 若井修（日语：若井おさむ）－搞笑藝人，擅長模仿阿姆羅·雷。

## 外部連結
- 古谷徹｜青二Prodution （页面存档备份，存于） （日語）
- Toru's Home （页面存档备份，存于） （日語）—古谷徹的官方個人網站。
- Toru's Home （日語）—（舊）古谷徹的官方個人網站。
- 古谷徹 (@torushome)的X（前Twitter） （日語）
- 蒼月昇 (@noboru_sogetsu)的X（前Twitter） （日語）

- 古谷徹 （页面存档备份，存于） （日語）—NHK人物錄（日语：NHKアーカイブスポータル）
- 古谷徹 （页面存档备份，存于） （日語）—日本藝人名鑑（日语：日本タレント名鑑）
- 古谷徹 （页面存档备份，存于） （日語）—Talent Date Bank
- （日語）—WEB THE TELEVISION（日语：ザテレビジョン）
- （日語）—WEB THE TELEVISION（日语：ザテレビジョン）
- 古谷徹 （页面存档备份，存于） （日語）—SEIGURA web
- 古谷徹 （页面存档备份，存于） （日語）—KINENOTE
- 古谷徹 （页面存档备份，存于） （日語）—oricon
- 蒼月昇 （页面存档备份，存于） （日語）—oricon
- 古谷徹 （页面存档备份，存于） （日語）—MOVIE WALKER PRESS（日语：MOVIE WALKER PRESS）
- 蒼月昇 （页面存档备份，存于） （日語）—MOVIE WALKER PRESS（日语：MOVIE WALKER PRESS）
- 古谷徹 （页面存档备份，存于） （日語）—電影.com（日语：映画.com）
- 古谷徹 （页面存档备份，存于） （日語）—allcinema（日语：allcinema）
- 日本電影數據庫（JMDb）上古谷徹的資料（日語）
- 日本電影數據庫（JMDb）上古谷徹的資料（日語）
- 古谷徹 電視劇人名錄 ◇電視劇資料庫◇
- Tōru Furuya在互联网电影资料库（IMDb）上的資料（英文）
- 古谷徹在動畫新聞網百科全書中的資料（英文）
- 古谷徹的聲優道，全4回完結，2016年8月16日最後查閱 （日語）。
- 古谷徹的聲優道，完整中文翻譯 （页面存档备份，存于），全4回完結 （繁體中文）。

| 前任： 橋本淳 磯部勉 （魔法戰隊魔法連者） | 日本超級戰隊系列紅色戰士演員(聲演) 轟轟戰隊冒險者 同期：高橋光臣 2006年2月19日-2007年2月11日 | 繼任： 鈴木裕樹 （獸拳戰隊激氣連者） |